# Diestota incognita
Diestota incognita är en skalbaggsart som beskrevs av Blackburn 1885. Diestota incognita ingår i släktet Diestota och familjen kortvingar. Inga underarter finns listade i Catalogue of Life.